# Olympische Sommerspiele 1976/Leichtathletik – 3000 m Hindernis (Männer)
Der 3000-Meter-Hindernislauf der Männer bei den Olympischen Spielen 1976 in Montreal wurde am 25. und 28. Juli 1976 im Olympiastadion Montreal ausgetragen. 24 Athleten nahmen teil.
Olympiasieger wurde der Schwede Anders Gärderud. Er gewann in neuer Weltrekordzeit vor dem Polen Bronisław Malinowski und Frank Baumgartl aus der DDR.
Während die DDR mit Medaillengewinner Baumgartl nur einen Athleten ins Rennen schickte, wurde die Bundesrepublik Deutschland durch drei Athleten vertreten: Gerd Frähmcke, Michael Karst und Willi Maier. Frähmcke konnte seinen Vorlauf nicht beenden, Maier schied in der Vorrunde aus. Karst erreichte das Finale und kam auf den fünften Rang.

Läufer aus der Schweiz, Österreich und Liechtenstein nahmen nicht teil.

## Rekorde

### Bestehende Rekorde

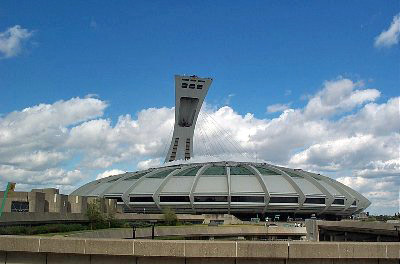
Das Olympiastadion in Montreal

| Weltrekord         | 8:09,8 min  | Anders Gärderud ( Schweden) | Stockholm, Schweden               | 1. Juli 1975      |
| Olympischer Rekord | 8:23,64 min | Kipchoge Keino ( Kenia)     | Finale OS München, BR Deutschland | 7. September 1972 |

### Rekordverbesserungen
Der bestehende olympische Rekord wurde zweimal verbessert, die zweite Verbesserung war gleichzeitig ein neuer Weltrekord.
- 8:18,56 min – Bronisław Malinowski (Polen), erster Vorlauf am 25. Juli
- 8:08,02 min (WR) – Anders Gärderud (Schweden), Finale am 28. Juli

## Durchführung des Wettbewerbs
Die Athleten traten am 25. Juli zu zwei Vorläufen an. Die jeweils sechs Laufbesten – hellblau unterlegt – kamen ins Finale, das am 28. Juli stattfand.

## Zeitplan
25. Juli, 16:05 Uhr: Vorläufe

28. Juli, 18:25 Uhr: Finale
Anmerkung:
Alle Zeiten sind in Ortszeit Montreal (UTC−5) angegeben.

## Vorrunde
Datum: 25. Juli 1976, ab 16:05 Uhr

### Vorlauf 1

Foto von den Europameisterschaften 1974 mit zwei Teilnehmern dieses ersten Vorlaufs: Jean-Paul Villain (Nr. 270) – ausgeschieden als Siebter John Bicourt (Nr. 303) – ausgeschieden als Achter

| Platz | Name                  | Nation         | Zeit        | Anmerkung |
| ----- | --------------------- | -------------- | ----------- | --------- |
| 1     | Bronisław Malinowski  | Polen          | 8:18,56 min | OR        |
| 2     | Frank Baumgartl       | DDR            | 8:21,25 min |           |
| 3     | Anders Gärderud       | Schweden       | 8:21,43 min |           |
| 4     | Antonio Campos        | Spanien        | 8:24,53 min |           |
| 5     | Ismo Toukonen         | Finnland       | 8:27,96 min |           |
| 6     | Henry Marsh           | USA            | 8:31,46 min |           |
| 7     | Jean-Paul Villain     | Frankreich     | 8:35,03 min |           |
| 8     | John Bicourt          | Großbritannien | 8:35,71 min |           |
| 9     | Willi Maier           | BR Deutschland | 8:44,82 min |           |
| 10    | Peter Larkins         | Australien     | 8:46,89 min |           |
| 11    | Ágúst Ásgeirsson      | Island         | 8:53,95 min |           |
| DNF   | Gerd Frähmcke         | BR Deutschland |             |           |
| DNS   | José Andrade da Silva | Brasilien      |             |           |

### Vorlauf 2

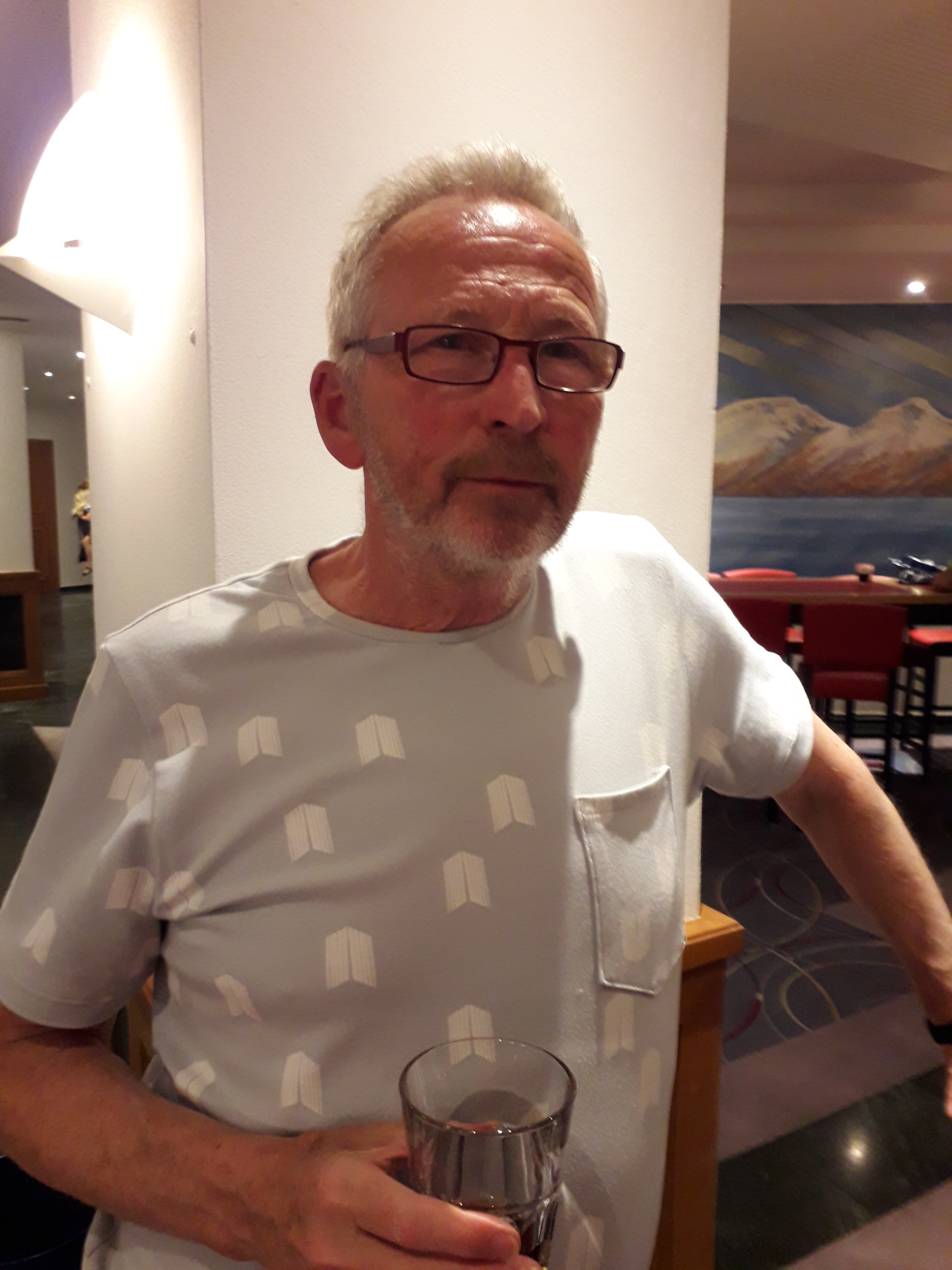
Paul Thijs – ausgeschieden als Siebter des zweiten Vorlaufs

| Platz | Name            | Nation           | Zeit        |
| ----- | --------------- | ---------------- | ----------- |
| 1     | Dennis Coates   | Großbritannien   | 8:18,95 min |
| 2     | Tapio Kantanen  | Finnland         | 8:20,82 min |
| 3     | Dan Glans       | Schweden         | 8:23,73 min |
| 4     | Michael Karst   | BR Deutschland   | 8:25,02 min |
| 5     | Euan Robertson  | Neuseeland       | 8:26,31 min |
| 6     | Tony Staynings  | Großbritannien   | 8:29,21 min |
| 7     | Paul Thys       | Belgien          | 8:31,55 min |
| 8     | Doug Brown      | USA              | 8:33,25 min |
| 9     | Takaharu Koyama | Japan            | 8:37,28 min |
| 10    | Mike Roche      | USA              | 8:37,36 min |
| 11    | Dušan Moravčík  | Tschechoslowakei | 8:41,95 min |
| 12    | Gheorghe Cefan  | Rumänien         | 8:57,22 min |

## Finale

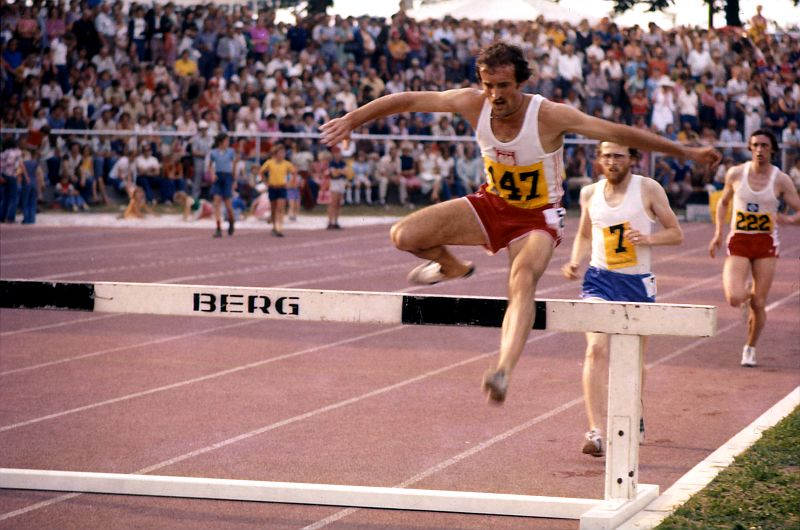
Bronisław Malinowski (hier in einem Rennen des Olympiajahres) gewann die Silbermedaille

Datum: 28. Juli 1976, 18:25 Uhr
| Platz | Name                 | Nation         | Zeit        | Anmerkung |
| ----- | -------------------- | -------------- | ----------- | --------- |
| 1     | Anders Gärderud      | Schweden       | 8:08,02 min | WR        |
| 2     | Bronisław Malinowski | Polen          | 8:09,11 min |           |
| 3     | Frank Baumgartl      | DDR            | 8:10,36 min |           |
| 4     | Tapio Kantanen       | Finnland       | 8:12,60 min |           |
| 5     | Michael Karst        | BR Deutschland | 8:20,14 min |           |
| 6     | Euan Robertson       | Neuseeland     | 8:21,08 min |           |
| 7     | Dan Glans            | Schweden       | 8:21,53 min |           |
| 8     | Antonio Campos       | Spanien        | 8:22,65 min |           |
| 9     | Dennis Coates        | Großbritannien | 8:22,99 min |           |
| 10    | Henry Marsh          | USA            | 8:23,99 min |           |
| 11    | Tony Staynings       | Großbritannien | 8:33,66 min |           |
| 12    | Ismo Toukonen        | Finnland       | 8:42,74 min |           |

Weltrekordhalter Anders Gärderud und Europameister Bronisław Malinowski galten als die Favoriten für den Olympiasieg, insbesondere, da kenianische Läufer durch den Boykott ihres Landes nicht teilnehmen konnten. Auch der bundesdeutsche Läufer Michael Karst, 1974 EM-Dritter, zählte zum weiteren Favoritenkreis, aber er hatte verletzungsbedingt erst verspätet in die Olympiasaison einsteigen können.
Im Finale übernahm Malinowski in der vierten Runde die Führung, um der bekannten Sprintstärke Gärderuds zu begegnen. Gärderud, Frank Baumgartl aus der DDR und der Finne Tapio Kantanen konnten Malinowskis Tempo mitgehen. Zu Beginn der letzten Runde musste Kantanen abreißen lassen und fiel aus der Führungsgruppe. Auf den letzten zweihundert Metern setzte sich Gärderud an die Spitze. Noch war nichts entschieden, Baumgartl folgte jetzt auf dem zweiten Platz und als es in die Zielgerade ging, entstand eine kleine Lücke zu Malinowski. Jetzt setzte sich Baumgartl neben den Schweden und alles schien auf ein Duell zwischen den beiden jetzt Führenden hinauszulaufen. Doch am letzten Hindernis kam der Ostdeutsche zu Fall, Anders Gärderud sprintete ungefährdet als Olympiasieger ins Ziel. Bronislaw Malinowski sprang über den noch am Boden liegenden Baumgartl hinweg und gewann die Silbermedaille. Frank Baumgartl hatte noch die Kraft und Geistesgegenwart, sich aufzurappeln und vor Tapio Kantanen zu Bronze ins Ziel zu laufen. Das Rennen war so schnell, dass Olympiasieger Anders Gärderud einen neuen Weltrekord aufstellte. Dahinter fielen zahlreiche weitere Landesrekorde.
Bronisław Malinowski und Frank Baumgartl gewannen die jeweils ersten Medaillen für ihre Länder in dieser Disziplin.

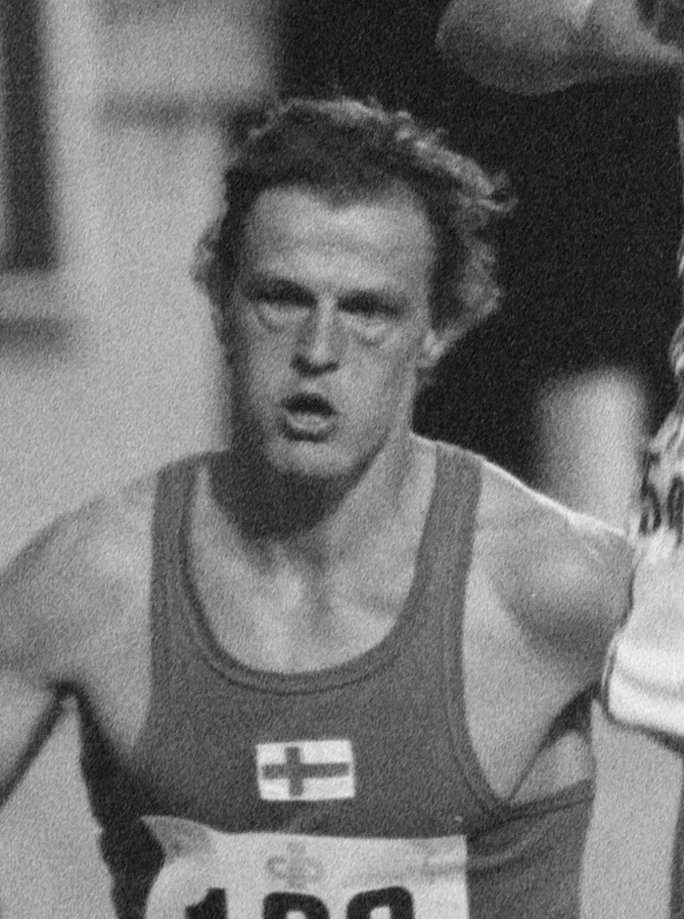
Der Olympiavierte Tapio Kantanen
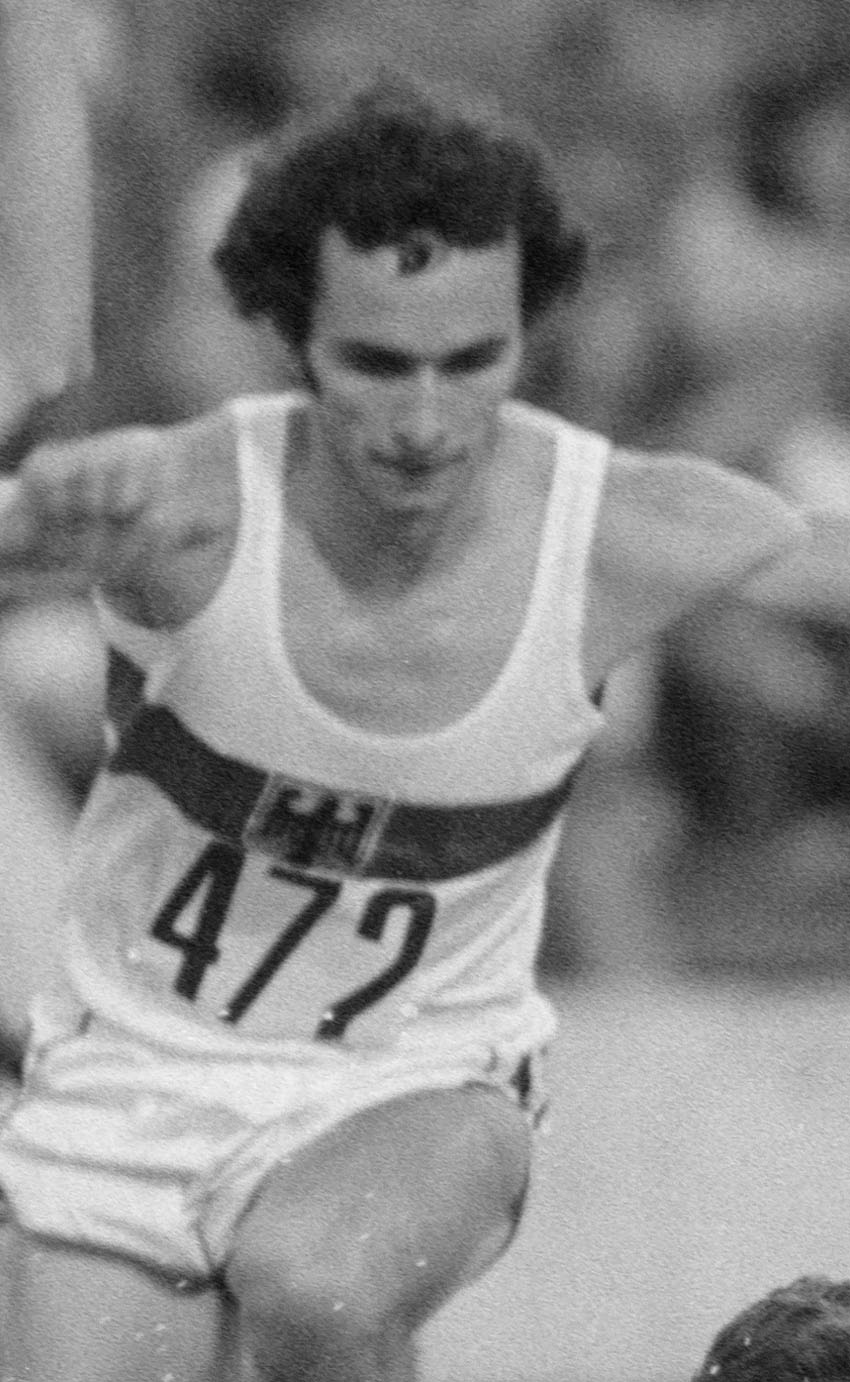
Michael Karst (hier in einem Rennen der Europameisterschaften 1974) belegte Rang fünf

## Videolinks
- Anders Gärderud vinner OS-guld på 3000 mh i Montreal 28 juli 1976 – 8.08,02 – världsrekord!, youtube.com, abgerufen am 14. Dezember 2017
- SYND 29 7 76 Olympic Men’s 110m Hurdle Final, 3000m Steeplechase, Hammer Throw, youtube.com, abgerufen am 10. Oktober 2021